# 16 Cygni
16 Cygni é uma estrela binária na constelação de Cygnus. Com uma magnitude aparente visual combinada de 5,32, é visível a olho nu em locais com pouca poluição luminosa. De acordo com medições de paralaxe, do segundo lançamento do catálogo Gaia, o sistema está a uma distância de aproximadamente 69,0 anos-luz (21,2 parsecs) da Terra.
Este é um sistema de alta separação que consiste de duas estrelas anãs amarelas parecidas com o Sol, 16 Cygni A e 16 Cygni B, mais uma possível anã vermelha orbitando 16 Cygni A. Em 1996, um planeta extrassolar massivo em uma órbita excêntrica foi descoberto em torno de 16 Cygni B.

## Propriedades
O sistema 16 Cygni é formado por duas estrelas de classe G da sequência principal muito semelhantes ao Sol, com tipos espectrais de G1.5V e G3V. Elas estão separadas no céu por 39 segundos de arco, correspondendo a uma separação física mínima de 830 UA. As duas estrelas estão aproximadamente à mesma distância da Terra e possuem o mesmo movimento pelo espaço, confirmando que formam um sistema binário físico. Os elementos orbitais do sistema não são bem conhecidos, principalmente porque a separação real entre as estrelas não é conhecida; a órbita pode ter um período entre 18,2 mil e 1,3 milhões de anos, semieixo maior entre 877 e 15180 UA e distância de periastro entre 68 e 1500 UA. Em qualquer caso, a excentricidade orbital é alta, entre 0,54 e 0,96, e o sistema está atualmente próximo do periastro.
16 Cygni esteve no campo de visão da sonda Kepler, que coletou medições fotométricas precisas das duas estrelas do sistema. Com base nesses dados, modelos de asterosismologia calcularam massas de 1,08 e 1,04 vezes a massa solar para 16 Cygni A e 16 Cygni B respectivamente, e idades independentes próximas de 7 bilhões de anos para cada uma. Observações por interferometria determinaram diâmetros angulares de 0,539 e 0,490 milissegundos de arco para as estrelas, que foram usadas junto com a asterosismologia para determinar raios de 1,229 e 1,116 vezes o raio solar. A distância obtida diretamente por paralaxe fornece luminosidades de 1,55 e 1,25 vezes a solar, enquanto observações espectroscópicas determinaram temperaturas efetivas de 5830 e 5750 K, sendo 16 Cygni A um pouco mais quente que o Sol, e 16 Cygni B um pouco mais fria.
Apesar de terem a mesma idade e presumivelmente a mesma composição primordial, observa-se uma pequena diferença na metalicidade entre as duas estrelas do sistema 16 Cygni. O componente A tem uma concentração de ferro equivalente a 126% da solar, enquanto o componente B tem 113% da concentração de ferro solar. Um padrão semelhante foi encontrado com todos os metais pesquisados, em média cerca de 10% mais abundantes em A do que em B. Isso pode estar relacionado ao planeta 16 Cygni Bb, já que sua formação pode ter tirado parte dos metais do disco protoplanetário ao redor de 16 Cygni B. Por outro lado, um outro estudo concluiu que a diferença de concentração de elementos pesados entre 16 Cygni A e B é indistinguível.
Outra peculiaridade química entre as estrelas está na concentração de lítio, que é cerca de 4 vezes mais abundante em 16 Cygni A do que em B. Em comparação ao Sol, 16 Cygni A tem um conteúdo de lítio igual a 166% do solar, enquanto 16 Cygni B tem menos de 35% do conteúdo de lítio do Sol. Uma hipótese é que acreção de cerca de uma massa terrestre de elementos pesados por 16 Cygni B pouco demais da formação do sistema provocou um processo de destruição do lítio na estrela. Outra possibilidade é a acreção de um planeta da massa de Júpiter por 16 Cygni A, que contaminou a atmosfera da estrela com lítio.
Em 1998, observações coronográficas revelaram uma estrela a uma separação de 3,4 segundos de arco de 16 Cygni A, que foi denominada 16 Cygni C. Se ela for uma companheira física, provavelmente é uma anã vermelha de 0,4 M☉ e está separada de 16 Cygni A por no mínimo 80 UA. Observações posteriores detectaram esse objeto à mesma separação da primária em diferentes épocas, reforçando a conclusão de que é uma companheira física. Os dados de velocidade radial da primária apresentam evidência fraca de movimento orbital desse objeto, enquanto a astrometria não apresenta evidência, indicando que, se a estrela realmente pertencer ao sistema, está a uma distância bem maior que a separação projetada, cerca de 200 UA, ou que tem uma massa muito baixa, de menos de 0,25 M☉.

## Sistema planetário
Em 1996 um planeta extrassolar foi descoberto orbitando 16 Cygni B, denominado 16 Cygni Bb. A estrela foi observada independentemente pelos observatórios Lick e McDonald entre setembro de 1987 e outubro de 1996, revelando variações periódicas de velocidade radial indicativas de um corpo massivo em órbita. O planeta tem uma massa mínima de 1,68 vezes a massa de Júpiter e orbita a estrela com um período de aproximadamente 800 dias e um semieixo maior de 1,68 UA. Sua órbita tem uma alta excentricidade de 0,69, levando o planeta a distâncias entre 0,52 e 2,20 UA da estrela. Isso pode ser o resultado de perturbações gravitacionais por 16 Cygni A, fazendo a excentricidade do planeta oscilar entre valores baixos e altos em uma escala de tempo de dezenas de milhões de anos.
O método da velocidade radial, usado para detectar o planeta, só fornece um limite inferior para a massa, pois a inclinação orbital é desconhecida. Um estudo de 2013 mostrou que para o sistema se manter estável, o planeta provavelmente tem uma massa real de 2,38 ± 0,04 vezes a massa de Júpiter, com uma inclinação de 45° ou 135°.
A existência de 16 Cygni Bb impõe limites para a existência de planetas estáveis adicionais no sistema. Para planetas internos a 16 Cygni Bb, órbitas estáveis só são possíveis dentro de um raio orbital de 0,3 UA. Nessa região, a existência de planetas mais massivos que Netuno pode ser excluída pelos limites de detecção de velocidade radial.
| Planeta | Massa           | Semieixo maior (UA) | Período orbital (dias) | Excentricidade |
| ------- | --------------- | ------------------- | ---------------------- | -------------- |
| Bb      | >1,68 ± 0,07 MJ | 1,68 ± 0,03         | 799,5 ± 0,6            | 0,689 ± 0,011  |